# Туровский, Ростислав Феликсович
Ростисла́в Фе́ликсович Туро́вский (род. 13 сентября 1970, Москва, РСФСР, СССР) — российский политолог и политический географ, преподаватель. Доктор политических наук, доцент. Профессор Высшей школы экономики и МГИМО, в прошлом — профессор МГУ им. М. В. Ломоносова. Вице-президент и руководитель департамента региональных исследований Центра политических технологий.

## Образование
Окончил с отличием географический факультет МГУ им. М. В. Ломоносова в 1992 году, в 1992—1993 годах учился в аспирантуре Института географии РАН, однако, не завершив полный курс обучения, перевёлся в аспирантуру философского факультета МГУ, где в 1995 году защитил диссертацию на соискание учёной степени кандидата политических наук по теме «Политико-географический анализ политического процесса: Теоретико-методологические аспекты» (специальность 23.00.02 — Политические институты, процессы и технологии). В 2007 году там же защитил диссертацию на соискание учёной степени доктора политических наук по теме «Баланс политических отношений между центром и регионами в процессах государственного строительства» (специальность 23.00.02 — Политические институты, процессы и технологии)

## Профессиональная деятельность
В 1994—1995 годах работал в Горбачёв-Фонде, в 1995—1997 годах — в фонде «Реформа», с 1997 года является руководителем департамента региональных исследований Центра политических технологий.
В 2002—2006 годах участвовал в ряде проектов, связанных с денежными грантами РГНФ, РФФИ, TACIS и др.
В 2005—2006 годах работал в Институте региональной политики.

## Научная и педагогическая работа
С 1995—1996 учебного года читает лекции по спецкурсу «Политическая география» в МГУ им. М. В. Ломоносова (отделение политологии философского факультета и географический факультет МГУ, кафедра экономической и социальной географии России). Профессор департамента политической науки Национального Исследовательского Университета — Высшей школы экономики.
В 1999—2011 годах — старший научный сотрудник, затем ведущий научный сотрудник сектора гуманитарной географии Российского научно-исследовательского института культурного и природного наследия им. Д. С. Лихачёва.
С 2009 года — руководитель образовательной программы «Политическая регионалистика и этнополитология» на факультете политологии МГУ, профессор кафедры российской политики.
В 2010 году на Конференции РАПН был избран Вице-президентом Российской ассоциации политической науки
Член редакционной коллегии журнала «Культурная и гуманитарная география» (с 2012).
Сфера научных интересов — политическая регионалистика, политическая география, региональная политика, политический и электоральный анализ и менеджмент, геополитика, культурная география.
Был директором Центра «Политсервис». Генеральный директор Агентства региональных исследований, руководитель программы «Региональная экспертиза», руководитель экспертной сети Фонд развития информационной политики (ФРИП).

## Научные труды
Автор более 80 статей и четырёх учебных пособий и монографий.
Книги:
- Туровский Р. Ф. Культурные ландшафты России. — М.: Рос. НИИ культ. и природ. наследия, 1998. — 208 с. ISBN 5-86443-039-0 : 500 экз
- Туровский Р. Ф. Политическая география : Учеб. пособие. — М. — Смоленск, Издательство СГУ, 1999. — 380 с. (Университетская серия / Моск. гос. ун-т им. М. В. Ломоносова) ISBN 5-88984-058-4
- Туровский Р. Ф. Центр и регионы: проблемы политических отношений. — М.: Издательство ГУ-ВШЭ, 2006. — 399 с.  ISBN 5-7598-0425-1
- Туровский Р. Ф. Политическая регионалистика учеб. пособие для студентов вузов, обучающихся по направлению подгот. "Политология". — М.: : Издательство ГУ-ВШЭ, 2006. — 788 с.  (Учебники Высшей школы экономики / ВШЭ). ISBN 5-7598-0357-3

Некоторые статьи:
- Туровский Р. Ф. Политико-географическое положение России и национальные интересы государства // Кентавр, 1994, № 3.
- Электоральная карта современной России: генезис, структура и эволюция //ПОЛИС, 1996, № 4 (в соавт. с В.Колосовым).
- Туровский Р. Ф. Итоги и уроки губернаторских выборов // Политика в регионах: губернаторы и группы влияния. — М., Центр политических технологий, 2002.
- Туровский Р. Ф. Губернаторы и «олигархи»: история отношений // Политика в регионах: губернаторы и группы влияния. — М.: Центр политических технологий, 2002.
- Зубов А. Б., Туровский Р. Ф. Геополитическое видение мира и новая российская идентичность. // Мир глазами россиян: мифы и внешняя политика. — М.:Институт Фонда «Общественное мнение», 2003. — С. 113—137
- Туровский Р. Ф. Проблема централизации и модели русской региональной политики в 13-16 вв. // ПолBс. — 2004. — № 1.
- Туровский Р. Ф. Кризис российской региональной элиты // Властные элиты современной России. Ростов-на-Дону, 2004.
- Туровский Р. Ф. Электоральные геоструктуры в западных демократиях: попытка системного компаративного анализа // Полития. — 2004. — № 1 и № 2.
- Туровский Р. Ф. Разграничение компетенции между уровнями власти: международный опыт // МЭМО. — 2004. — № 12.
- Туровский Р. Ф. Структурный, ландшафтный и динамический подходы в культурной географии // Гуманитарная география, вып. 1. — М.: Институт Наследия, 2004.
- Туровский Р. Ф. Русское православное подвижничество как диффузный географический процесс // Проблемы этнической географии и культурного районирования. Сборник научных статей. / Под ред. А. Г. Манакова. — Псков, Издательство АНО "Центр социального проектирования «Возрождение», 2004.
- Туровский Р. Ф. Географические закономерности электорального транзита в посткоммунистических странах // Полития. — № 4. зима 2004 / 2005.